# Хірбет-Газале
Хірбет-Газале (англ. Khirbet Ghazaleh, араб. خربة غزالة) — містечко в Сирії, адміністративний центр друзької спільноти в нохії Хірбет-Газале, яка входить до складу мінтаки Дар'а в південній сирійській мухафазі Дар'а.
Станом на 1.01.2017 центр знаходиться під контролем сирійської армії Асада, якщо містечко перейде до рук повстанців, столиця провінції Даара буде оточена.

## Уродженці
- Махмуд Зуабі (1938—2000) — сирійський політичний діяч, прем'єр-міністр Сирії (1987—2000).